# Коконопряд травяной
Коконопряд травяной (лат. Euthrix potatoria) — крупная бабочка семейства коконопряды.

## Описание

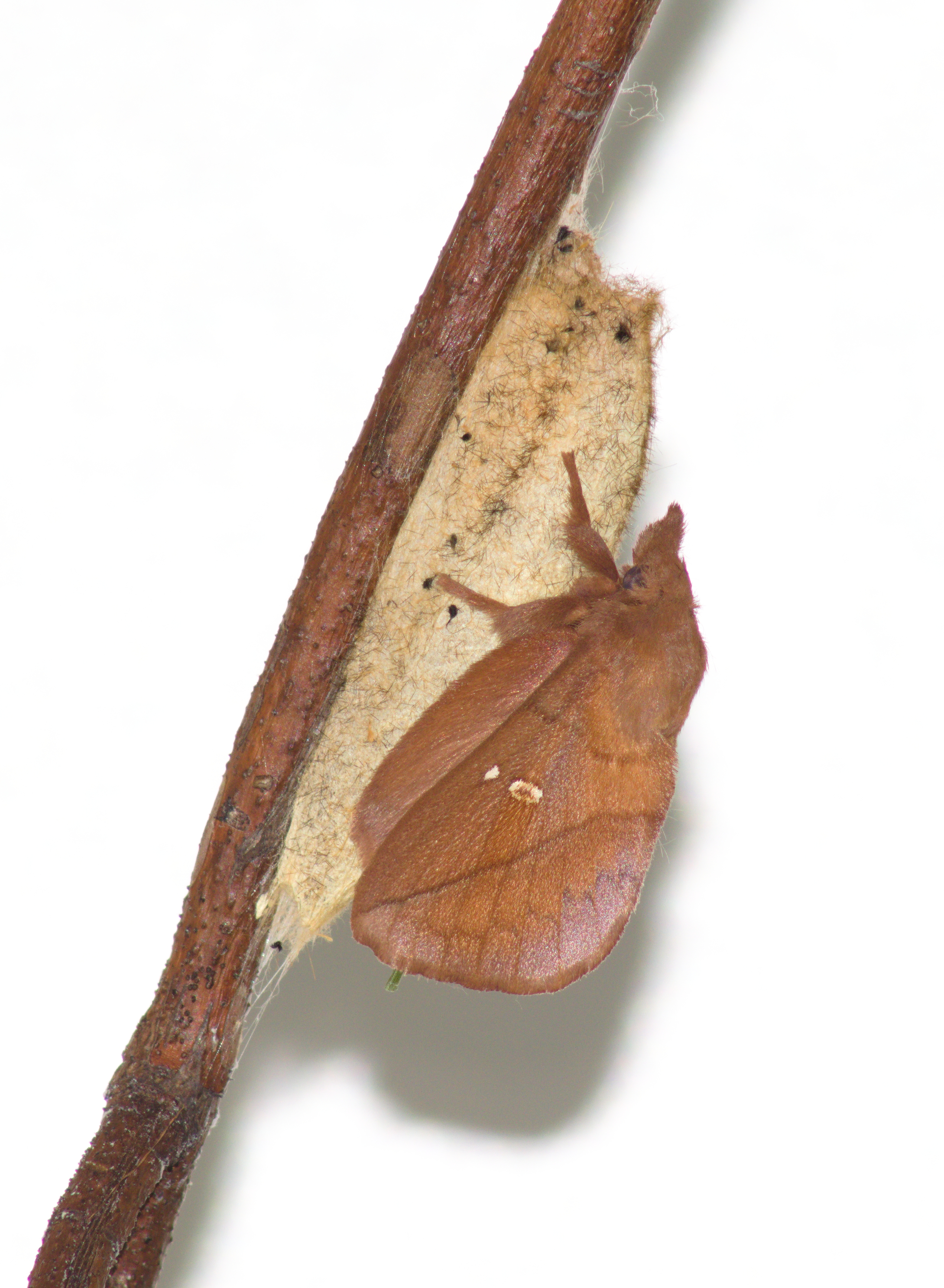
Самец

Длина переднего крыла 22—34 мм. Размах крыльев 45—65 мм. Основной фон крыльев самки — кремово-жёлтый, у самца варьируется от бежевато-бурого до охристо-красного, но всегда темнее, чем у самки. Рисунок крыльев образован двумя тёмно-бурыми линиями, одна из которых направлена от вершины крыла вниз, другая расположена у основания; а также двумя светлыми пятнами, находящимися на переднем крыле одно над другим. Задние крылья с одной тёмной линией. Интенсивность окраски отдельных особей сильно варьирует. Известны несколько локальных форм, например, очень светло окрашенная ssp. occidentalis.

## Ареал
Европа. На севере континента ареал доходит до Центральной Скандинавии и Финляндии. Также встречается в России, в том числе в Сибири не севернее 60-й параллели, а также по всему югу Дальнего Востока, включая Сахалин и Южные Курилы, на восток до Японии.

## Биология

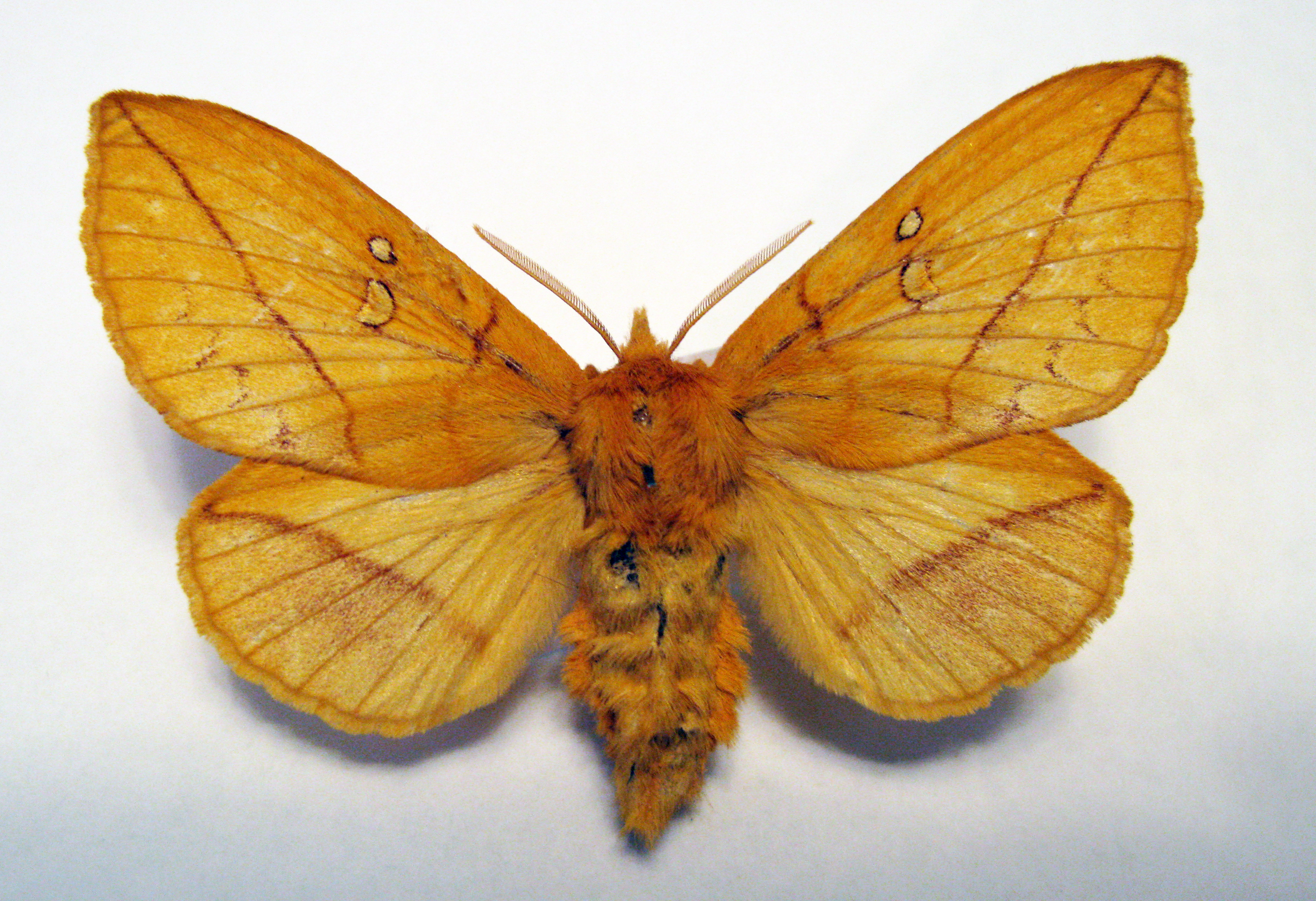
Самка

Встречается в лесной и лесостепной зонах, предпочитает влажные биотопы, встречается по оврагам, влажным низинам и сырым просекам, около прудов с сильно заросшими берегами. Также встречается на песчаных участках с густой травянистой растительностью. Изредка в Альпах встречается на высоте до 1500 м. н.у.м.
Обычный вид. Время лёта приходится на конец июня-начало августа.

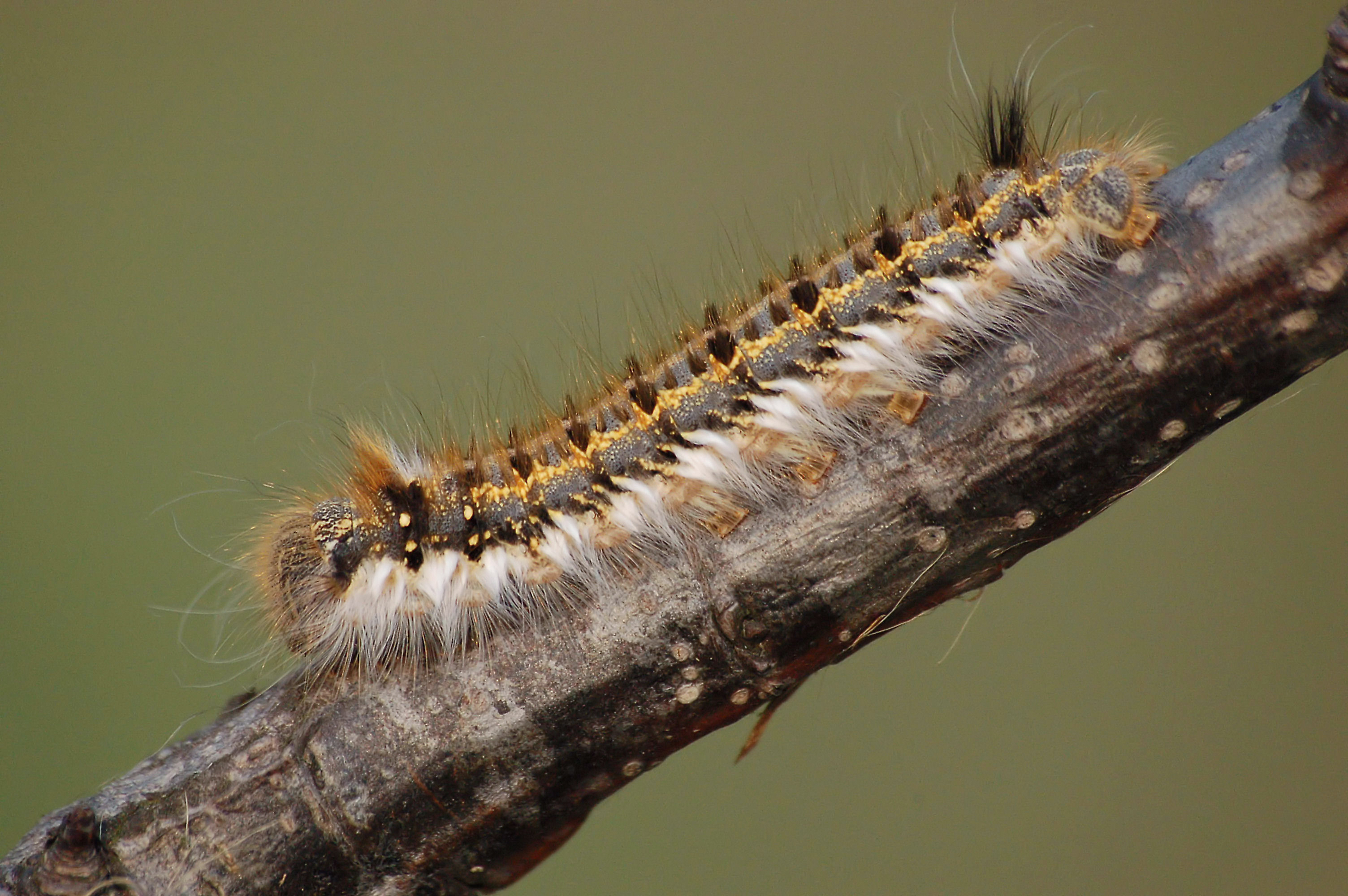
Гусеница

Стадия гусеницы с сентября по июнь следующего года. Взрослая гусеница тёмно-коричневого цвета с оранжевыми полосками по бокам тела, которые распадаются на отдельные точки. На 2-м и 11-м сегментах имеется по одному пучку волосков. Гусеницы данного вида отличаются необычайно высоким потреблением воды. Лишённые влаги, они могут нападать на других гусениц своего вида и высасывать их (каннибализм).
Кормовые растения гусениц: осоки, ежа сборная.